# Антон Гааї
Антон Гааї (дан. Anton Gaaei, нар. 19 листопада 2002, Віборг, Данія) — данський футболіст, фланговий захисник нідерландського клубу «Аякс» та молодіжної збірної Данії.

## Ігрова кар'єра

### Клубна
Антон Гааї народився у місті Віборг і є вихованцем місцевого однойменного клуба. З 2020 року футболіст почав активно тренуватися з першою командою. 2 вересня 2020 року відбувся його офіційний дебют на дорослому рівні, коли Гааї вийшов на заміну у кубковому матчі проти «Фредерісії». У грудні того року футболіст підписав з клубом контракт до 2023 року.
У чемпіонаті країни Гааї першу гру зіграв 1 квітня 2022 року.
Влітку 2023 року Гааї перейшов до складу нідерландського «Аякса», з яким підписав п'ятирічний контракт. Своїм переходом Антон Гааї встановив рекорд трансферів для клубу «Віборг». Першу гру за амстердамський клуб Гааї провів 3 вересня в Ередивізі проти «Фортуни» з Сіттарда. Також разом з «Аяксом» футболіст виступав у матчах групового рауду Ліги Європи.

### Збірна
У листопаді 2022 року Антон Гааї почав свої виступи у складі молодіжної збірної Данії.